# مضحخ
 مضحخ  (در عربی:  اَلمَضحَخ ) ، 
«روستای اَلمَضحَخ الجبل» نیز گویند. روستایی از توابع شهرستان بخاء در شبه‌جزیره و استان مسندم در کشور پادشاهی عمان است.

## جمعیت
جمعیت آن ۴۵ نفر (۷ خانوار) است که از اهل سنت و مالکی مذهب هستند.